# Токийская ночлежка
«Токийская ночлежка» (яп. 東京の宿, Tōkyō no yado) — немой фильм режиссёра Ясудзиро Одзу, вышедший на экраны в 1935 году. Последний из сохранившихся немых фильмов мастера.

## Сюжет
Безработный Кихати вместе со своими малолетними сыновьями вынужден дни напролёт бродить по Токио в поисках хоть какой-нибудь работы. К вечеру они зачастую оказываются перед нелёгким выбором: поесть и заночевать в поле или остаться в ночлежке голодными. Здесь, в ночлежке, они встречают женщину по имени Отака, которая оказалась вместе со своей маленькой дочерью Кимико в схожей ситуации. Мальчики сразу же заводят дружбу с Кимико. Однажды случай сводит Кихати со старой знакомой Оцунэ, которая решает помочь ему: даёт кров и помогает устроиться на завод. Кихати не может забыть про Отаку и хочет помочь ей, как Оцунэ помогла ему самому. Вскоре Отака пропадает: её дочь серьёзно болеет, но денег на лечение не хватает. Когда Кихати узнаёт об этом, то впадает в отчаяние от бессилия. Лишь с помощью преступления ему удаётся достать деньги. Фильм завершается тем, что Кихати отправляется с повинной в полицейский участок.

## В ролях
- Такэси Сакамото — Кихати
- Тёко Иида — Оцунэ
- Ёсико Окада — Отака
- Томио Аоки — Дзэнко
- Кадзуко Одзима — Кимико
- Такаюки Суэмацу — Масако
- Тисю Рю — полицейский

## О фильме
Фильм снимался с июня по сентябрь 1934 года и вышел на экраны Японии 21 ноября 1935 года. Хотя это последний немой фильм мастера (Одзу до последнего сопротивлялся работе в звуковом кино, объясняя своё нежелание тем, что техника записи звука на студии пока ещё не совершенна и он подождёт, пока эта проблема не разрешится, а также обещанием, данным оператору Хидэо Мохаре), студийное руководство всё же настояло на звуковой дорожке (музыка и шумы).
…великолепная сцена воображаемого обеда безработного и бездомного по имени Кихати и его двух голодных сыновей в «Токийской ночлежке» вполне сопоставима по виртуозности исполнения со знаменитой чаплиновской интермедией «танец булочек» в «Золотой лихорадке». И вообще в произведениях Одзу в 30-е годы сильнее ощущается социальная природа комического, а главное — гэг перестаёт быть формообразующим началом, но не исчезает вовсе, лишь растворяется в обыденном повествовании и начинает играть контрастирующую роль на фоне жизненно драматичной истории.
В титрах фильма указан сценарист Уиндзато Монэ (Uinzato Mone), что является псевдонимом Ясудзиро Одзу, как предполагается, полученным из английского словосочетания «без денег» (without money). Главный герой этой ленты без гроша, да и финансовое положение Одзу было не лучшим в то время (возможно, из-за смерти отца в предшествующем году). В своём дневнике он часто упоминал об этой проблеме.
Вновь на экране герой по имени Кихати, вновь он бродит туда-сюда, ведя неприкаянный образ жизни, иногда останавливаясь в ночлежках, иногда же ему приходится спать под открытым небом. Не имея постоянного места жительства, Кихати обосновался в старых бедных кварталах Токио. Условия его жизни близки к показанным ранее в фильме «Каприз», только здесь Кихати ещё более загнан в угол, ещё более ему придётся столкнуться с суровой реальностью.
«Токийская ночлежка» принадлежит к ряду социальных фильмов, которые показывают глобальный экономический кризис в Японии, начавшийся в 1929 году. Как и в «Токийском хоре» (1931), здесь есть упоминание о дизентерии, дети же намного менее эгоистичны, а их родителям приходится идти на экстремальные решения (кражу или унизительную работу), чтобы удовлетворить их потребности.
Кихати бродил со своими сыновьями по пустынному индустриальному пейзажу, что напоминает события фильмов итальянского неореализма. Не случайно многие критики (в том числе Дональд Ричи, американский биограф Одзу, и известнейший японский историк кино Тадао Сато) находят здесь параллели с «Похитителями велосипедов» (1948) Витторио Де Сика, а в 1958 году Нагиса Осима назовёт это «предвоенным натурализмом», как одной из немногих альтернатив традиционной идеологии".